# Porto de Los Angeles
O Porto de Los Angeles, também conhecido como Los Angeles Harbor ou WORLDPORT L.A., é um complexo portuário que ocupa 7500 acres (3,000 ha) de terra e água ao longo de 43 milhas (69 Km) do mar. O porto está localizado na Baía de São Pedro, no bairro de São Pedro, em Los Angeles, a aproximadamente 20 milhas (32 km) ao sul do centro da cidade. O porto de Los Angeles emprega mais de 16.000 pessoas e é o porto com maior movimentação de contêiners dos Estados Unidos. Para garantir a segurança pública, o Porto de Los Angeles utiliza a Polícia portuária de Los Angeles que combate a criminalidade e o terrorismo, e a Los Angeles City Lifeguards para prestar serviços de salva-vidas para o interior da praia de Cabrillo e todo o porto exterior de Los Angeles.